# Hot Since 82
Hot Since 82   (16 de setembre de 1982) nom artístic de Daley Padley és un punxadiscos anglès, productor de música house i guanyador d'un DJ Awards. Actualment resideix a la ciutat de Leeds. D'ençà l'any 2012 ha estat publicant música amb el sobrenom de Hot Since 82.

## Inicis musicals
Padley va entrar a l'escena de la música electrònica a l'edat de 14 anys quan començà a sovintejar discoteques. La seva experiència com a punxadiscos començà als 17 anys punxant 12 i 13 hores seguides cada diumenge en un club de la seva ciutat natal. En la mesura que les seves sessions esdevenien el millor reclam per als noctàmbuls de la zona, Padley va anar guanyant notorietat fins a aconseguir, l'any 2006, la residència a la festa Cream Ibiza de la discoteca Amnesia en representació del club Glasshouse de Leeds.

## Naixement de Hot Since 82
L'any 2010, mentre Padley assistia a una afterparty a l'illa d'Eivissa la música es va tallar de cop. Llavors va connectar el seu iPhone als altaveus i va sonar una de les seves peces en procés de composició. Les reaccions al tema foren tan entusiastes que el discjòquei i productor danès Noir publicà «Let It Ride» el 5 de setembre de 2011, arribant al número tres de la llista Beatport.

## Carrera
Padley apareix sovint en mitjans de comunicació de música electrònica com, per exemple, l'agost de 2013 al programa Essential Mix de Pete Tong a la BBC Radio 1 amb una sessió de 2 hores.
Poc després, Padley va remesclar la cançó «Bigger than Prince» de la cantant Green Velvet (aka Curtis Jones). El tema es va publicar el setembre de 2013, i va arribar al número 1 de les llistes Beatport de música del ball.
El seu primer disc fou Little Black Book, publicat pel segell discogràfic Moda Black Records l'octubre de 2013, amb col·laboracions de Joe T Vannelli i Thomas Gandey, i remescles de Rudimental i Shadow Child. Padley va presentar el seu segell dsicogràfic, Knee Deep in Sound', el 2014, amb la intenció de publicar artistes amb so "de vinil" underground.
El web Dancing Astronaut situà Hot Since 82 al número 7 de la seva llista de 25 productors de música Techno & Depp l'any 2013.
Padley va ser convidat de nou al programa de Pete Tong el juliol de 2015, amb una sessió especial de 3 hores del seu pas per la discoteca Space d'Eivissa. Padley ha girat en nombroses ocasions per Europa i Amèrica del Nord, i ha estat cap de cartell d'alguns dels festivals de música electrònica més importants com Mr.Beanfields i Winter Music Conference.

## Discografia

### Àlbums
- 2013: Little Black Book (Moda Black)

### EP
- 2012: Forty Shorty (Get Physical Music)
- 2012: Hot Jams Volume 1 (Noir Music)
- 2013: Hurt You (Moda Black)
- 2013: Hot James Volume 2 (Noir Music)
- 2014: Planes and Trains Remixes (Suara)
- 2014: Ft. Alex Mills - Restless (Knee Deep In Sound)
- 2015: Ft. Alex Mills - The Core (Knee Deep In Sound)
- 2015: Voices (Free download)
- 2015: Play the room (Saved Records)
- 2015: Leave me/Sundown (Dubfire and Audiofly Remixes) (Moda Black)
- 2015: Veins/Damage (Truesoul)

### Singles
- 2013: Shadows (Ultra Records)
- 2014: Hot Since 82 Vs. Joe T Vannelli Feat. Csilla – The End (Moda Black)
- 2015: Damage (Truesoul)
- 2016: Yourself (Knee Deep In Sound)
- 2018: Bloodlines (Knee Deep In Sound)[10]

### Mescles
- 2014: Knee Deep in Sound (Knee Deep In Sound/Ultra)
- 2014: Summer HotCast 2014
- 2014: Knee Deep in Mixmag (Mixmag)
- 2013: Knee Deep In 2013
- 2013: BBC Radio 1's Essential Mix

### Remescles
- 2012: Shadow Child - So High (Hot Since 82 Remix)
- 2012: Yousef - Beg (Hot Since 82 Future Remix)
- 2013: Thomas Schumacher - Every Little Piece (Hot Since 82 Remix)
- 2013: Green Velvet - Bigger Than Prince (Hot Since 82 Remix)
- 2013: Rudimental - Right Here (Hot Since 82 Remix)
- 2014: Noir & Hayze - Angel (Hot Since 82 Vocal Remix)
- 2016: Krankbrother - Circular Thing (Hot Since 82 Remix)